# محمد دوکن
محمد دوکن (زاده ۲۰ ژوئیه ۱۹۹۳) یک دونده مسافت طولانی اهل موریس است.
در سال ۲۰۱۶ در مسابقات دو و میدانی قهرمانی آفریقا در سال ۲۰۱۶ که در دوربان آفریقای جنوبی برگزار شد در دو ۸۰۰ متر و ۱۵۰۰ متر مردان شرکت کرد. در سال ۲۰۱۸، او به نمایندگی از موریس در بازی‌های مشترک المنافع در سال ۲۰۱۸ که در گلد کوست استرالیا برگزار شد، حضور داشت. او در ماده ۱۵۰۰ متر مردان شرکت کرد. او شرایط حضور در فینال را نداشت.